# Große Schlicke
Großer Schlicke är en bergstopp i Österrike.   Den ligger i distriktet Reutte och förbundslandet Tyrolen, i den västra delen av landet, 400 km väster om huvudstaden Wien. Toppen på Großer Schlicke är 2 032 meter över havet, eller 242 meter över den omgivande terrängen. Bredden vid basen är 2,2 km. Großer Schlicke ingår i Tannheimer Gebirge.
Terrängen runt Großer Schlicke är kuperad norrut, men söderut är den bergig. Runt Großer Schlicke är det ganska glesbefolkat, med 26 invånare per kvadratkilometer.. Närmaste större samhälle är Reutte, 8,0 km sydost om Großer Schlicke. 
I omgivningarna runt Großer Schlicke växer i huvudsak blandskog.